# 皮蒂维耶区
皮蒂维耶区（法語：Arrondissement de Pithiviers）是法国卢瓦雷省所辖的一个区。总面积1192.7平方公里，总人口63284，人口密度53人/平方公里（2018年）。主要城镇为皮蒂维耶。

## 辖区
皮蒂维耶区辖有79个市镇。